# Caseolus leptostictus
Caseolus leptostictus  (лат.) — вид лёгочных земляных улиток рода Caseolus семейства Hygromiidae. Этот вид является эндемиком Португалии (Мадейра) и части западной Испании. Вид находится под угрозой вымирания из-за разрушения среды обитания.